# Combat de Laghman
Guerre d'Afghanistan
Le combat de Laghman a lieu en octobre 2014 pendant la guerre d'Afghanistan.

## Déroulement
Le 13 octobre 2014, un détachement de la police afghane est envoyée renforcer une position tenue par les forces en gouvernementales. Mais en chemin, le détachement tombe dans une embuscade tendue par les Taliban.
L'embuscade a lieu dans la vallée de Laghman, située près de Alaf Safid dans la province de Sar-é Pol.
Le combat s'engage vers 13 h locales. La fusillade dure plusieurs heures mais les Taliban ont l'avantage du nombre et le renfort aérien envoyé par l'ISAF arrive trop tard,.
Selon le gouverneur de la province, Abdul Jabar Haqbin, le bilan est de 22 morts, 8 blessés et 7 prisonniers du côté des policiers contre 23 morts chez les Taliban. De plus, ces derniers ont également incendié environ dix véhicules après le combat.